# Danyło Taniaczkewycz
Danyło Taniaczkewycz (ukr. Дани́ло Іва́нович Танячке́вич, ur. 6 listopada 1842 w Dydyłowie, zm. 21 kwietnia 1906) – ukraiński działacz społeczny i polityczny Galicji, publicysta, ksiądz greckokatolicki.
Od 1868 był proboszczem wsi Zakomorja koło Złoczowa. Jednocześnie uważany jest za jednego z liderów ukraińskiego ruchu narodowego w Galicji w latach 70. XIX wieku; organizator i opiekun tajnych stowarzyszeń uczniowskich w gimnazjach, autor pierwszego manifestu ukraińskiego ruchu narodowego List ruskich narodowców do redaktora politycznego czasopisma „Ruś”, jako protest i memoriał. Napisał Fedor Czornohora (1867), współpracownik narodowych gazet „Weczernyci”, „Meta”, „Nywa”, „Prawda”.
Był jednym z pierwszych galicyjskich ekonomistów i spółdzielców – organizatorem kredytowych spółdzielni „Prawda” w powiecie złoczowskim i brodzkim. W latach 1897–1900 poseł do parlamentu austriackiego. Honorowy członek Proswity. Był autorem szeregu broszur i pamfletów na aktualne tematy polityczne, kościelne, ekonomiczne i inne.

## Literatura
- Шевченківський словник. Том 2 / Інститут літератури імені Т. Г. Шевченка Академії Наук УРСР. – К.: Головна редакція УРЕ, 1978. – С. 253.
- Mychajło Wozniak – Батько галицького народовства // Краківські вісті. – 1943. – Числа 241–249.